# Gunzwil
Gunzwil är en ort i kommunen Beromünster i kantonen Luzern i Schweiz. Den ligger cirka 7 kilometer nordost om Sursee och cirka 20,5 kilometer nordväst om Luzern. Orten har 1 674 invånare (2023).
Orten var före den 1 januari 2009 en egen kommun, men inkorporerades då i kommunen Beromünster.